# Las Vigas, San Marcos
Las Vigas är en ort i Mexiko.   Den ligger i kommunen San Marcos och delstaten Guerrero, i den södra delen av landet, 300 km söder om huvudstaden Mexico City. Las Vigas ligger 34 meter över havet och antalet invånare är 4 504.
Terrängen runt Las Vigas är platt åt sydost, men åt nordväst är den kuperad. Runt Las Vigas är det ganska glesbefolkat, med 34 invånare per kvadratkilometer. Närmaste större samhälle är San Marcos, 17,5 km väster om Las Vigas. Omgivningarna runt Las Vigas är en mosaik av jordbruksmark och naturlig växtlighet.